# 宿國公主
宿国公主（?—?），唐朝公主，是中国唐朝第七代皇帝唐肃宗李亨之女。她的生母不详。

## 生平
初封长乐公主，嫁给了豆卢湛。贞元元年（785年），长乐公主被侄子唐德宗改封宿国公主。宿国公主信奉佛教，拜真化寺多宝塔院寺主李如愿（比丘尼）为师，亲自为李如愿送葬。

## 夫
豆卢湛，出自昌黎豆卢氏，世系不详。